# FK Lviv (2006)
Futbolnyj klub Lviv (ukrajinsky: Футбольный клуб «Львів») je ukrajinský fotbalový klub sídlící ve městě Lvov. Klub byl založen v roce 2006.
Své domácí zápasy odehrává klub na stadionu Arena Lviv s kapacitou 34 915 diváků.

## Umístění v jednotlivých sezonách
Zdroj: 
Legenda: Z - zápasy, V - výhry, R - remízy, P - porážky, VG - vstřelené góly, OG - obdržené góly, +/- - rozdíl skóre, B - body, červené podbarvení - sestup, zelené podbarvení - postup, fialové podbarvení - reorganizace, změna skupiny či soutěže
| Ukrajina (2005 – 2012) |              |        |    |    |    |    |    |    |     |    |        |
| Sezóny                 | Liga         | Úroveň | Z  | V  | R  | P  | VG | OG | +/- | B  | Pozice |
| 2005/06                | Perša liha   | 2      | 34 | 14 | 10 | 10 | 35 | 33 | +2  | 52 | 6.     |
| 2006/07                | Perša liha   | 2      | 36 | 13 | 8  | 15 | 45 | 45 | 0   | 47 | 11.    |
| 2007/08                | Perša liha   | 2      | 38 | 23 | 5  | 10 | 58 | 29 | +29 | 74 | 2.     |
| 2008/09                | Premjer-liha | 1      | 30 | 6  | 8  | 16 | 24 | 39 | -15 | 26 | 15.    |
| 2009/10                | Perša liha   | 2      | 34 | 19 | 6  | 9  | 49 | 22 | +27 | 63 | 4.     |
| 2010/11                | Perša liha   | 2      | 34 | 17 | 8  | 9  | 52 | 28 | +24 | 59 | 5.     |
| 2011/12                | Perša liha   | 2      | 34 | 6  | 3  | 25 | 21 | 79 | -58 | 18 | 18.    |

## FK Lviv-2
FK Lviv-2 byl rezervní tým Lvova. Největšího úspěchu dosáhl klub v sezóně 2009/10, kdy se v Druha liha (3. nejvyšší soutěž) umístil na 8. místě.

### Umístění v jednotlivých sezonách
Zdroj: 
Legenda: Z - zápasy, V - výhry, R - remízy, P - porážky, VG - vstřelené góly, OG - obdržené góly, +/- - rozdíl skóre, B - body, červené podbarvení - sestup, zelené podbarvení - postup, fialové podbarvení - reorganizace, změna skupiny či soutěže
| Ukrajina (2009 – 2010) |                    |        |    |   |   |   |    |    |     |    |        |
| Sezóny                 | Liga               | Úroveň | Z  | V | R | P | VG | OG | +/- | B  | Pozice |
| 2009/10                | Druha liha – sk. A | 3      | 20 | 4 | 7 | 9 | 13 | 25 | -12 | 19 | 8.     |